# Donald Pettit
Donald Roy Pettit (20 de abril de 1955) es un astronauta e ingeniero químico estadounidense. Actualmente en la Estación Espacial Internacional, es un veterano de tres estadías de larga duración a bordo de la Estación, una misión del transbordador espacial, una expedición de seis semanas para encontrar meteoritos en la Antártida y otra como parte de la Expedición 72. A partir de 2022, a los 67 años, es el astronauta activo de mayor edad de la NASA.

## Temprana edad y educación
Pettit se crio en Silverton, Oregón, y es Eagle Scout. Está casado con Micki Pettit y tiene dos hijos gemelos.
Pettit obtuvo una licenciatura en ingeniería química de la Universidad Estatal de Oregón en 1978, seguida de un doctorado de la Universidad de Arizona en 1983.

## Carrera en la NASA
Pettit trabajó como científico en el Laboratorio Nacional de Los Álamos hasta 1996 cuando fue seleccionado como candidato a astronauta por la NASA.  Fue asesor júnior del Comité de Síntesis de la Iniciativa de Exploración Espacial en su informe de mayo de 1991 "América en el Umbral", recomendando planes para una misión humana a Marte. : A-7 

### Expedición 6

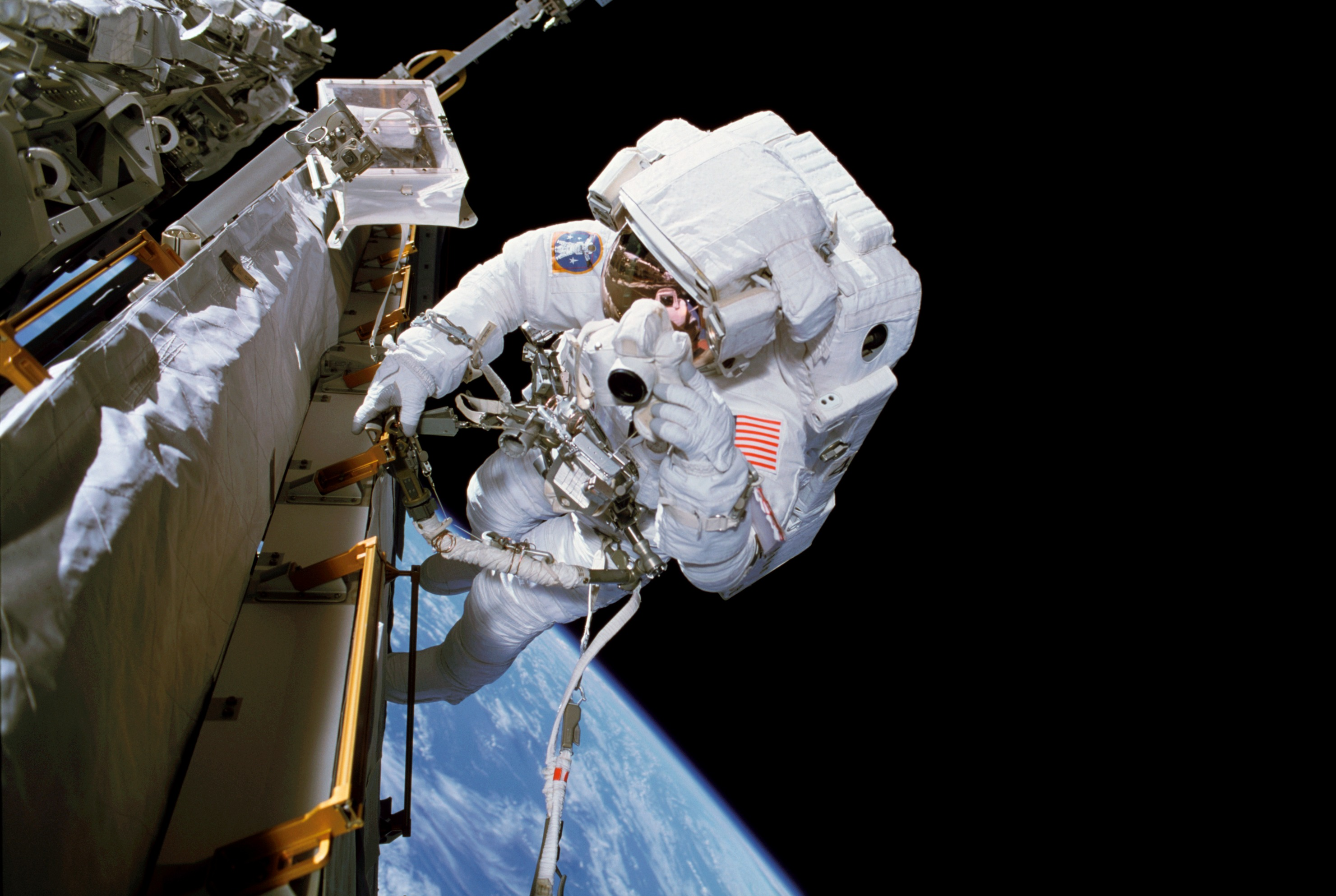
Pettit fotografiado durante una actividad extravehicular.

La primera misión espacial de Pettit fue como especialista de misión en la Expedición 6 de la ISS en 2002 y 2003. Durante su estadía de seis meses a bordo de la estación espacial, realizó dos actividades extravehicular para ayudar a instalar equipos científicos externos. Durante el tiempo libre de su estadía a bordo de la Estación Espacial Internacional, realizó demostraciones que mostraban cómo reaccionan los fluidos en un entorno de gravedad extremadamente baja en una serie que llamó "Ciencia del sábado por la mañana".
La misión de la Expedición 6 se prolongó unos dos meses, tras la pérdida del transbordador espacial Columbia en febrero de 2003. En lugar de regresar en un transbordador, la tripulación regresó en una cápsula rusa Soyuz, la primera vez que los astronautas estadounidenses se lanzaron en el transbordador espacial y aterrizaron en un Soyuz.

### STS-126
Pettit fue especialista de misión 1 en la misión STS-126 para entregar equipos y suministros a la ISS.
Pettit también realizó experimentos a bordo de la ISS relacionados con la acumulación de partículas sólidas en microgravedad.  Los experimentos mostraron que partículas de varios materiales que variaban en tamaño entre 1 micrómetro y 6 mm se agruparon naturalmente en microgravedad cuando se confinaron a un volumen de 4 litros que incluía unos pocos gramos de los materiales. Se teorizó que la causa era electrostática. Esto presenta un mecanismo plausible para las etapas iniciales de formación planetaria, ya que las partículas de este tamaño no tienen suficiente gravedad para causar este fenómeno.

### Expedición 30/31
Pettit se lanzó nuevamente a la Estación Espacial Internacional el 21 de diciembre de 2011, como parte de la tripulación de la Expedición 30/31. Él y sus compañeros de tripulación Oleg Kononenko y André Kuipers llegaron a la ISS el 23 de diciembre. Entre sus demostraciones de video fuera de servicio en la estación espacial ha estado sobre el agua como película delgada y la convección de Marangoni.
El 25 de mayo de 2012, Pettit y Kuipers operaron el Canadarm2 para agarrar el SpaceX Dragon y amarrarlo al módulo Harmony. Pettit fue el primero en ingresar a la nave de suministro no tripulada el 26 de mayo, lo que lo convirtió en el primer astronauta en la historia de la exploración espacial en ingresar con éxito a una nave espacial construida y operada comercialmente atracada en la ISS en órbita.

### Demostraciones espaciales de Angry Birds

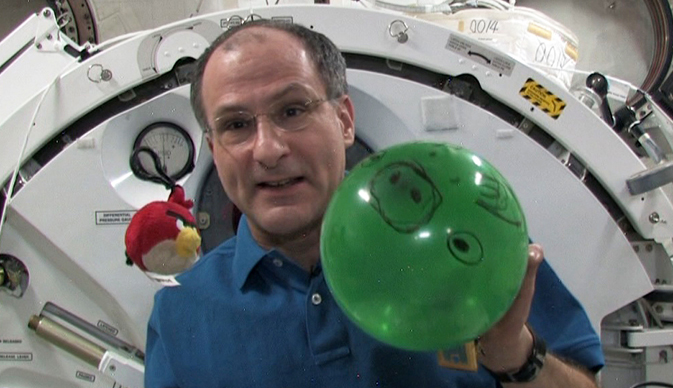
Pettit demuestra la microgravedad usando personajes de Angry Birds.

Durante la Expedición 30, en nombre de la NASA en cooperación con Rovio Entertainment con sede en Finlandia, creador de la franquicia Angry Birds, Pettit también hizo otro video utilizando un personaje de Angry Birds para explicar cómo funciona la física en el espacio, incluida la demostración de trayectorias en microgravedad al catapultar un Red Bird a través de la estación espacial.
La NASA afirma que dicha colaboración puede compartir la emoción del espacio con la comunidad de juegos, educar a los usuarios sobre los programas de la NASA y crear experiencias educativas interactivas para el público.
El metraje fue publicado por la NASA tanto en su sitio oficial como en YouTube junto con otra versión comercial de Rovio el 8 de marzo de 2012, para anunciar el lanzamiento del nuevo juego Angry Birds Space el 22 de marzo de 2012.

## Invenciones/innovaciones

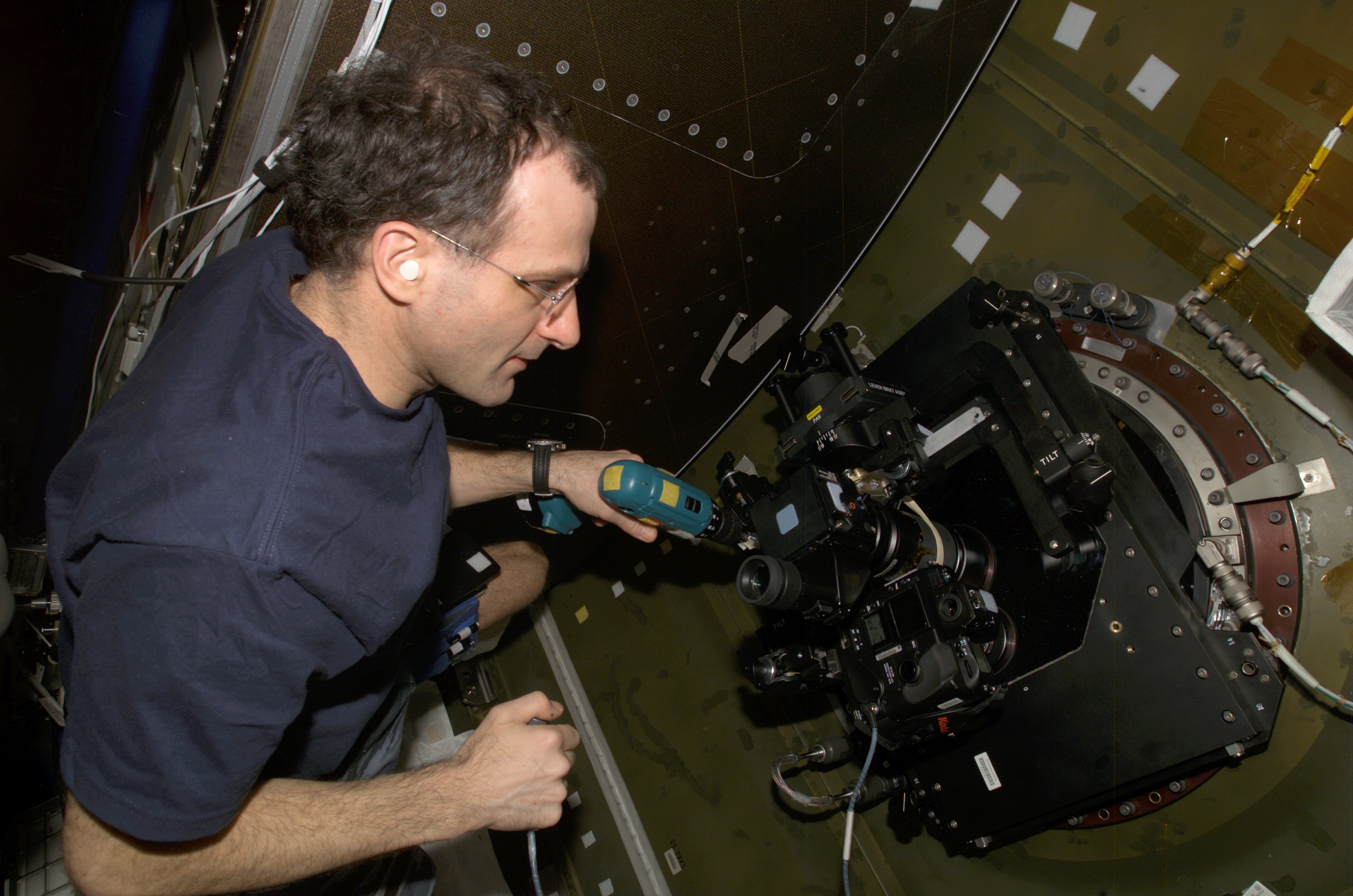
El astronauta Pettit opera el rastreador de puerta de granero que construyó para la fotografía de la superficie de la Tierra basada en la ISS.

Durante la Expedición 6 en 2002/2003, Pettit usó piezas de repuesto encontradas en toda la Estación para construir un rastreador de puerta de granero; el dispositivo compensa el movimiento de la ISS en relación con la superficie de la Tierra, lo que permite obtener imágenes de alta resolución más nítidas de las luces de la ciudad por la noche desde la estación espacial en órbita.
En noviembre de 2008, Pettit inventó una taza de café de gravedad cero, que usaba el ángulo de humectación para llevar el café a lo largo de un pliegue para permitir beberlo y evitar la necesidad de una pajita. Esta copa de gravedad cero apareció en la edición de mayo de 2009 de la revista National Geographic, junto con sus notas sobre la relación del ángulo interno de la copa con el ángulo de humectación por contacto para varios materiales de construcción.

## Antártida
Desde noviembre de 2006 hasta enero de 2007, Pettit se unió a la Búsqueda Antártica de Meteoritos (ANSMET), y pasó seis semanas en el verano antártico recolectando muestras de meteoritos, incluido un meteorito lunar. Durante la expedición, lo llamaron para realizar reparaciones eléctricas de emergencia en una moto de nieve y una cirugía dental de emergencia. Los períodos de inclemencias del tiempo que encerraban tiendas de campaña se dedicaron a continuar su serie Saturday Morning Science, "on Ice", con estudios fotográficos de tamaños de cristales de muestras de hielo glacial y colecciones de micrometeoritos magnéticos del hielo derretido utilizado para cocinar agua. (Calculó que el hielo glacial antártico contenía aproximadamente 1 micrometeorito por litro).